# Schussenrieder Straße 3

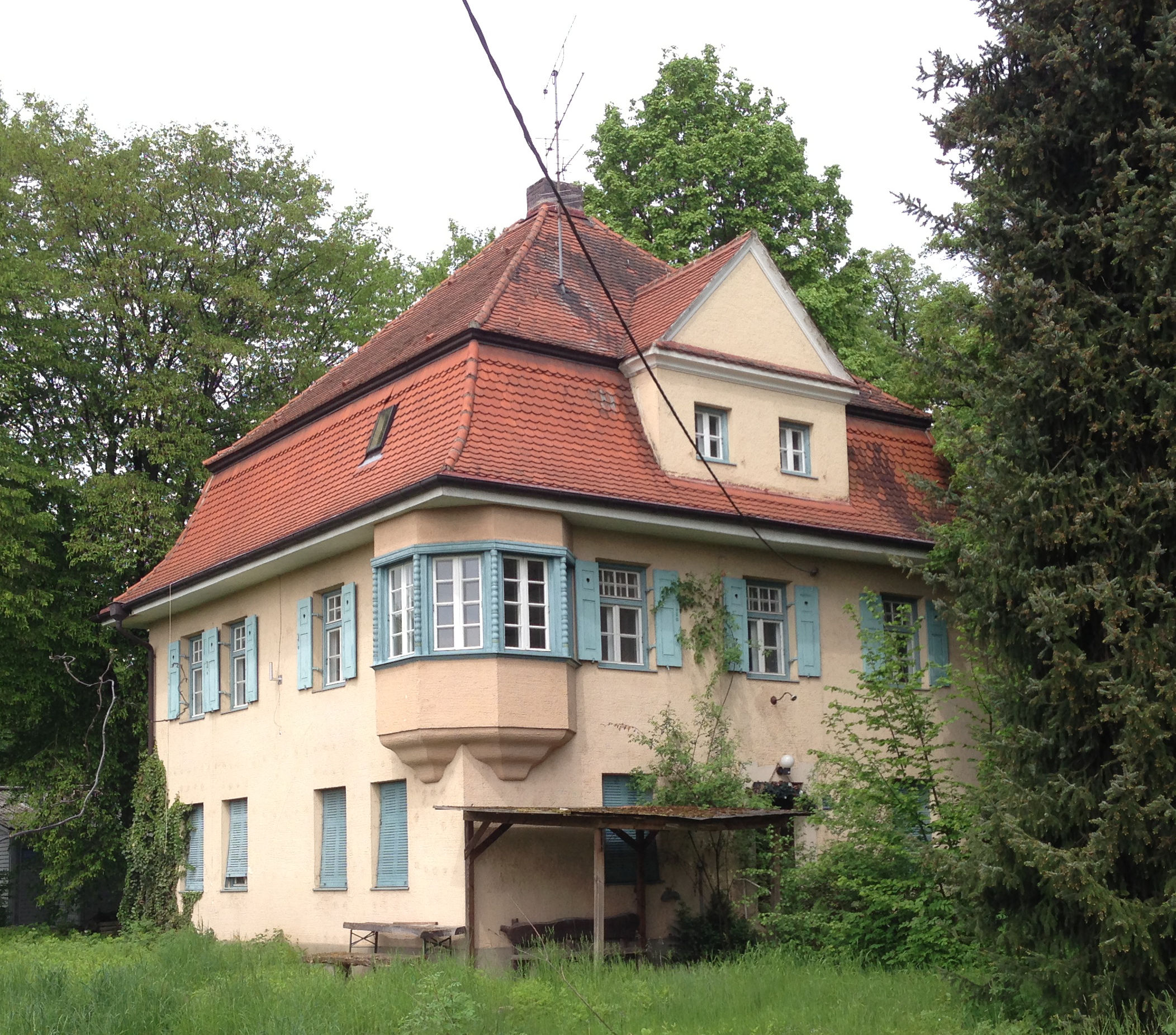
Wohnhaus Schussenrieder Straße 3 in Lochhausen

Schussenrieder Straße 3 ist ein Wohngebäude in München. Es ist als Baudenkmal in die Bayerische Denkmalliste eingetragen.

## Beschreibung
Das Haus liegt im Münchner Stadtteil Lochhausen schräg gegenüber der Kirche Pfarrkirche St. Michael. Es wurde 1909 von Adolf Fraas im Heimatstil errichtet und diente als Lehrerwohnhaus.
Das Gebäude ist ein zweigeschossiger kubischer Bau mit Mansard-Zeltdach. Über dem Eingang hat es ein zweifenstriges Zwerchhaus und an der Seite einen Eckerker mit achteckigem Grundriss.